# District de Szombathely
Le district de Szombathely (en hongrois : Szombathelyi járás) est un des 7 districts du comitat de Vas en Hongrie. Il compte 110 504 habitants et rassemble 40 localités : 38 communes et 2 villes dont Szombathely, son chef-lieu.

## Localités
- Acsád
- Balogunyom
- Bozzai
- Bucsu
- Csempeszkopács
- Dozmat
- Felsőcsatár
- Gencsapáti
- Gyanógeregye
- Horvátlövő
- Ják
- Kisunyom
- Meszlen
- Narda
- Nemesbőd
- Nemeskolta
- Nárai
- Perenye
- Pornóapáti
- Rum
- Rábatöttös
- Salköveskút
- Sorkifalud
- Sorkikápolna
- Sorokpolány
- Szentpéterfa
- Szombathely
- Sé
- Söpte
- Tanakajd
- Torony
- Táplánszentkereszt
- Vasasszonyfa
- Vaskeresztes
- Vassurány
- Vasszilvágy
- Vasszécseny
- Vát
- Vép
- Zsennye